# Lewinsky-affären

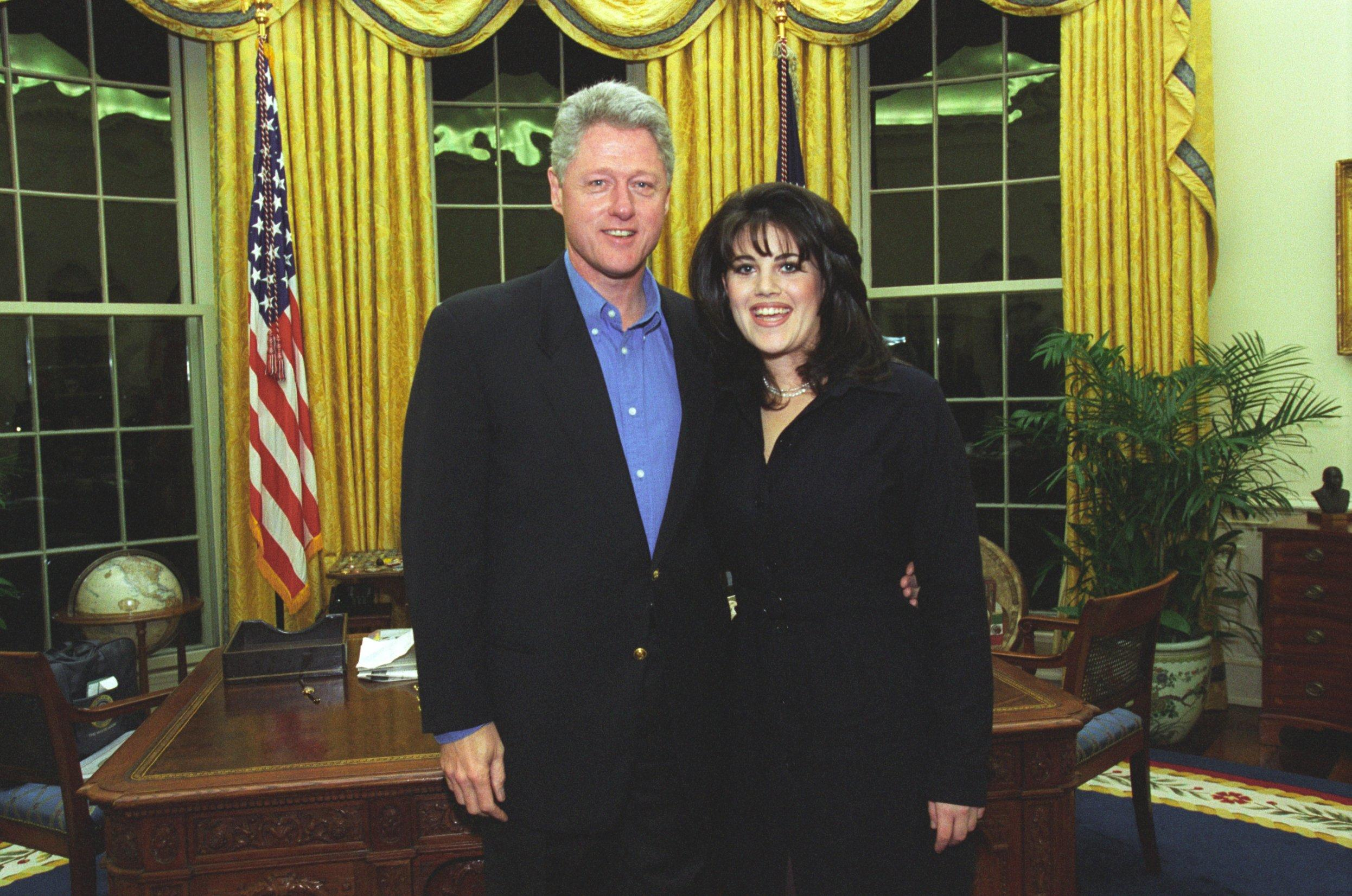
Bill Clinton och Monica Lewinsky i ovala rummet.

Lewinsky-affären är den händelse med efterspel då det i januari 1998 kom till allmänhetens kännedom att Bill Clinton, USA:s president 1993–2001, haft en sexuell relation mellan 1995 och 1997 med den då 22-åriga Vita huset-praktikanten Monica Lewinsky. Lewinskyaffären, som först avslöjades av nättidningen Drudge Report, utvecklades till en av 1990-talets mest uppmärksammade medieskandaler. Clinton ställdes inför riksrätt, men frikändes den 12 februari 1999.
Skandalen påverkade det amerikanska presidentvalet 2000 på två motsägelsefulla sätt. Demokraternas kandidat och sittande vicepresident Al Gore sade att Clintons skandal hade varit "ett hinder" som minskat entusiasmen hos partiets bas, och att den hade lett till att de demokratiska rösterna minskat. Clinton menade att skandalen hade gjort Gores kampanj alltför försiktig och att om Clinton hade tillåtits kampanja för Gore i Arkansas och New Hampshire skulle båda delstaterna ha gett Gore de nödvändiga elektorsrösterna oavsett effekterna av kontroversen kring omräkningen i Florida.